# مت بارلو
مت بارلو (انگلیسی: Matt Barlow؛ زادهٔ ۱۰ مارس ۱۹۷۰) یک موسیقی‌دان اهل ایالات متحده آمریکا است.